# ФИБА
Међународна кошаркашка федерација (фр. Fédération Internationale de Basket-Ball), позната по свом акрониму ФИБА (од фр. FIBA), је удружење националних кошаркашких савеза које управља међународном кошарком. ФИБА одређује међународна правила кошарке, управља разменом спортиста међу клубовима и проверава именовања међународних судија. Сада се у Међународној кошаркашкој федерацији налази 215 земаља чланица.
ФИБА организује и мушки и женски Светски олимпијски квалификациони турнир и Кошаркашки турнир на Летњим олимпијским играма, које је санкционисао МОК. ФИБА Светско првенство у кошарци је светски турнир за мушке репрезентације који се одржава сваке четири године. Тимови се такмиче за Нејсмитов трофеј, назван у част америчко-канадског творца кошарке Џејмса Нејсмита. Структура турнира је слична, али није идентична оној на ФИФА Светском првенству у фудбалу; ови турнири су се одржавали у истој години од 1970. до 2014. године, али почевши од 2019. Светско првенство у кошарци ће се померити у годину која следи ФИФА Светско првенство. Паралелни догађај за женске тимове, ФИБА Светско првенство у кошарци за жене, такође се одржава сваке четири године; од 1986. до 2014. године, одржано је исте године као и мушки догађај, али у другој земљи.

## Историја
је основана 18. јуна 1932. године у Женеви. Ово удружење је основало осам држава: Аргентина, Чехословачка, Грчка, Италија, Летонија, Португал, Румунија и Швајцарска. До 1928. године међународну контролу кошаркашких такмичења држала је Међународна атлетска федерација, а потом Међународна рукометна организација и њена комисија за кошарку. Први председник Међународне кошаркашке федерације је био Швајцарац Леон Буфард.

## Ранг листа
Светска ранг листа Међународне кошаркашке федерације за мушкарце
| Бр. | Тим                    | Бодови |
| --- | ---------------------- | ------ |
| 1.  | Сједињене Државе       | 781,4  |
| 2.  | Шпанија                | 721,2  |
| 3.  | Аустралија             | 666,5  |
| 4.  | Аргентина              | 662,3  |
| 5.  | Србија                 | 660,5  |
| 6.  | Француска              | 657,9  |
| 7.  | Грчка                  | 656,7  |
| 8.  | Литванија              | 633,4  |
| 9.  | Русија                 | 599,2  |
| 10. | Бразил                 | 591,9  |
| 11. | Чешка                  | 586,6  |
| 12. | Италија                | 582,5  |
| 13. | Пољска                 | 575,0  |
| 14. | Хрватска               | 537,2  |
| 15. | Турска                 | 520,3  |
| 16. | Словенија              | 508,6  |
| 17. | Немачка                | 504,3  |
| 18. | Порторико              | 503,7  |
| 19. | Доминиканска Република | 494,0  |
| 20. | Венецуела              | 486,4  |

Стање: после 25. фебруара 2021.

## Турнири

### Светски прваци
| Турнир                                |                       | FIBA светски куп | Година                |      | Олимпијада | Година |
| Men\|ФИБА Светско првенство у кошарци | Шпанија (2)           | 2019             | Сједињене Државе (16) | 2020 |            |        |
| Жене                                  | Сједињене Државе (11) | 2022             | Сједињене Државе (9)  | 2020 |            |        |
| У-19 мушкарци                         | Сједињене Државе (8)  | 2021             | Аргентина (1)         | 2018 |            |        |
| У-19 жене                             | Сједињене Државе (9)  | 2021             | Сједињене Државе (2)  | 2018 |            |        |
| У-17 мушкарци                         | Сједињене Државе (6)  | 2022             | N/A                   | N/A  |            |        |
| У-17 жене                             | Сједињене Државе (5)  | 2022             |                       |      |            |        |

1. ↑  The Youth Olympic Games are a U-19 event, played in FIBA 3x3 format.

### Светски клупски прваци
| Клупско такмичење      |      | Година          | Шампион | Назив     | Друго место |  | Следеће издање |
| Интерконтинентални куп | 2023 | Леново Тенерифе | 3.      | Сан Паоло | 2023        |  |                |

### Континентални шампиони
| Национални тимови |              | ФИБА Африка | Година | Следеће издање        |      | Фиба Америка | Година           | Следеће издање |      | Фиба Азија    | Година | Следеће издање |                 | Фиба Европа | Година | Следеће издање |  | Фиба Океанија | Година | Следеће издање |
| Мушкарци          | Тунис (3)    | 2021        | 2025   | Аргентина (3)         | 2022 | 2025         | Аустралија (2)   | 2022           | 2025 | Шпанија (4)   | 2022   | 2025           | Аустралија (19) | 2015        | N/A    |                |  |               |        |                |
| Жене              | Нигерија (5) | 2021        | 2023   | Сједињене Државе (4)  | 2021 | 2023         | Јапан (6)        | 2021           | 2023 | Србија (2)    | 2021   | 2023           | Аустралија (15) | 2015        |        |                |  |               |        |                |
| У-18 мушкарци     | Египат (6)   | 2022        | 2024   | Сједињене Државе (10) | 2022 | 2024         | Јужна Кореја (4) | 2022           | 2024 | Шпанија (5)   | 2022   | 2023           | Нови Зеланд (1) | 2016        |        |                |  |               |        |                |
| У-18 жене         | Мали (8)     | 2022        | 2024   | Сједињене Државе (11) | 2022 | 2024         | Аустралија (1)   | 2022           | 2024 | Литванија (2) | 2022   | 2023           | Аустралија (7)  | 2016        |        |                |  |               |        |                |
| У-16 мушкарци     | Египат (5)   | 2021        | 2023   | Сједињене Државе (7)  | 2021 | 2023         | Аустралија (2)   | 2022           | 2024 | Литванија (2) | 2022   | 2023           | Аустралија (6)  | 2022        | 2024   |                |  |               |        |                |
| У-16 жене         | Мали (7)     | 2021        | 2023   | Сједињене Државе (6)  | 2021 | 2023         | Аустралија (2)   | 2022           | 2024 | Француска (4) | 2022   | 2023           | Аустралија (6)  | 2022        | 2024   |                |  |               |        |                |

1. ↑  FIBA Oceania no longer conducts senior-level championships for either sex. Since 2017, that region's members have competed for FIBA Asia senior championships. FIBA Oceania continues to hold age-grade championships.

### Континентални клупски шампиони
| Регион                   | Такмичење                            |         | Година               | Шампион               | Назив            | Друго место     |  | Следеће издање |
| Мушка клупска такмичења  |                                      |         |                      |                       |                  |                 |  |                |
| Африка                   | Кошаркашка Афричка лига              |         | 2022                 | УС Монастир           | 1.               | Петро де Луанда |  | 2023           |
| Америка                  | Кошаркашка лига шампиона Америке     | 2021–22 | Сан Пауло            | 1.                    | Бигуа            | 2022–23         |  |                |
| Азија                    | Азијски куп шампиона                 | 2019    | Алварк Токио         | 1.                    | Ел Ријади Бејрут | 2023            |  |                |
| Европа                   | Кошаркашка лига шампиона             | 2021–22 | Леново Тенерифе      | 2.                    | Бакси Манреса    | 2022–23         |  |                |
| Европа                   | Европски куп                         | 2021–22 | КК Бахчешехир        | 1.                    | КК Ређана        | 2022–23         |  |                |
| Женска клупска такмичења |                                      |         |                      |                       |                  |                 |  |                |
| Африка                   | Афрички куп шампиона женских клубова |         | 2022                 | Спортинг Александрија | 1.               | Коста до Сол    |  | 2023           |
| Европа                   | Женска евролига (1. ниво)            | 2021–22 | Сопрон кошарка       | 1.                    | Фенербахче       | 2022–23         |  |                |
| Европа                   | EuroCup Women (2. nivo)              | 2022–23 | ASVEL жене           | 1.                    | Галатасарај      | 2023–24         |  |                |
| Европа                   | Женски суперкуп                      | 2022    | Танго Буржес копарка | 1.                    | Сопрон кошакра   | 2023            |  |                |

1. ↑  The top-tier European professional basketball club competitions are complex. The EuroLeague run by Euroleague Basketball and its EuroCup are competing with the FIBA Europe organized competitions. The best European clubs have joined the closed league EuroLeague.